# تپه تنگه علیا
تپه تنگه علیا در شهرستان نیشابور، بخش تخت جلگه، دهستان کلاته محمد جان، روستای تنگه علیا واقع شده و این اثر در تاریخ ۳ خرداد ۱۳۸۶ با شمارهٔ ثبت ۱۹۱۲۷ به‌عنوان یکی از آثار ملی ایران به ثبت رسیده است.